# Eugen Ehmann (Regierungspräsident)
Eugen Ehmann (* 28. Januar 1958 in Tauberbischofsheim) ist ein deutscher Jurist und Beamter des Freistaats Bayern und war vom 1. Januar 2019 bis 31. Oktober 2024 Regierungspräsident von Unterfranken.

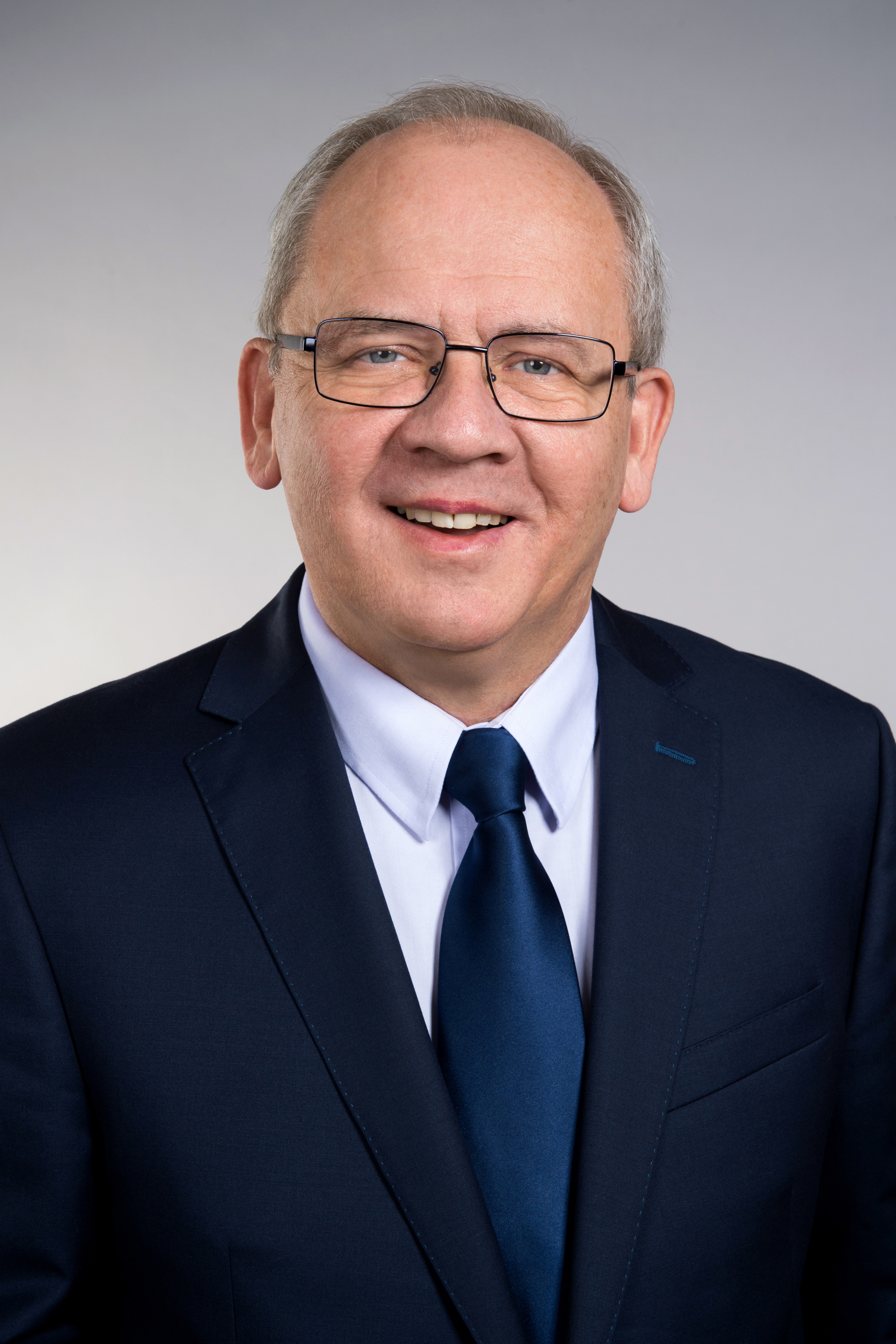
Eugen Ehmann

## Familie und Ausbildung
Nach dem Abitur in Tauberbischofsheim wurde Eugen Ehmann in die Studienstiftung des deutschen Volkes aufgenommen und studierte von 1977 bis 1982 Rechtswissenschaften an den Universitäten Mannheim und Erlangen-Nürnberg. Seine Referendariatszeit verbrachte er in Ansbach und Nürnberg. Die erste juristische Staatsprüfung legte er 1982 ab; die zweite Juristische Staatsprüfung 1985. Für seine rechtshistorische Arbeit Markt und Sondermarkt: zum räumlichen Geltungsbereichs des Marktrechts im Mittelalter wurde ihm 1987 von der Universität Erlangen-Nürnberg der akademische Grad „Doktor der Rechte“ (Dr. jur.) verliehen.

## Beruflicher Werdegang
Seit 1986 ist Eugen Ehmann Beamter des Freistaats Bayern. Zum 1. März 1986 wurde er zum Referenten im Sachgebiet „Kommunalrecht“ berufen und zwei Monate später zum Referenten in den Sachgebieten „Recht der Datenverarbeitung, Datenschutz“ und „Neue Medien, Presserecht“ im Bayerischen Staatsministerium des Inneren ernannt. Zum Dezember 1991 wechselte er an das Landratsamt Nürnberger Land und wurde Leiter der Abteilung „Öffentliche Sicherheit und Ordnung“ sowie zusätzlich zeitweise Leiter der Geschäftsstelle des Verkehrsverbundes Großraum Nürnberg.
Zwischen Januar 1996 und Dezember 1997 war Eugen Ehmann Referent an der Dienststelle des Bayerischen Landesbeauftragten für Datenschutz in der Bayerischen Staatskanzlei im Referat „Grundsatzfragen des Datenschutzes, Europäischer Datenschutz, Datenschutz in der Medizin“.
1998 kehrte er an das Landratsamt Nürnberger Land zurück und übernahm die Leitung der Abteilung „Kommunale Aufgaben, Planungs- und Bauwesen“. Zum 1. Februar 2000 wurde er Leiter der Abteilung „Zentrale und kommunale Aufgaben“ sowie Stellvertreter des Landrats im Amt.
Zwischen dem 1. August 2002 und dem 31. März 2008 war er Leiter der Abteilung „Koordination und Strategie“ beim Bayerischen Landesamt für Gesundheit und Lebensmittelsicherheit in Erlangen.
Zum 1. April 2008 wechselte Ehmann zu Regierung von Mittelfranken, zunächst als Leiter des Bereichs „Umwelt, Gesundheit, Verbraucherschutz“, ab dem 1. Mai 2008 dann als Regierungsvizepräsident.
Vom 1. Januar 2019 bis 31. Oktober 2024 war Eugen Ehmann Regierungspräsident von Unterfranken.

## Monographien
- Markt und Sondermarkt: zum räuml. Geltungsbereich des Marktrechts im Mittelalter  (1987)
- Obdachlosigkeit: ein Leitfaden für Kommunen (1997)

## Veröffentlichungen
- Erste Hilfe zur Datenschutz-Grundverordnung für Unternehmen und Vereine, Kranig/Ehmann, C.H.Beck, ISBN 978-3-406-71662-1 (2017)
- Deutsches Staatsangehörigkeitsrecht, Ehmann/Stark, jehle, ISBN 978-3-7825-0538-3 (2017)
- Mit Meldedaten richtig umgehen, Ehmann, Boorberg, ISBN 978-3-415-05475-2 (2017)
- Datenschutzlexikon von A-Z, Ehmann, WEKA, ISBN 978-3-8111-1723-5 (2018)
- Datenschutz-Grundverordnung: DS-GVO, Ehmann/Selmayr, C.H.Beck, ISBN 978-3-406-72006-2 (2018)
- Lexikon für das IT-Recht, Ehmann, jehle, ISBN 978-3-7825-0612-0 (2019)
- Mein Recht auf Datenschutz, Kranig/Ehmann, C.H.Beck, ISBN 978-3-406-72875-4 (2019)
- Datenschutz in Bayern, Wilde/Ehmann/Niese/Knoblauch, jehle, ISBN 978-3-7825-0353-2 (2020) – Loseblattsammlung
- Obdachlosigkeit in Kommunen, Ehmann, Boorberg, ISBN 978-3-415-06765-3 (2020)
- Pass-, Ausweis- und Melderecht, Ehmann/Brunner, jehle, ISBN 978-3-7825-0518-5 (2020) – Loseblattsammlung
- Pass-, Ausweis- und Melderecht in Bayern, Böttcher/Ehmann, jehle, ISBN 978-3-7825-0070-8 (2020) – Loseblattsammlung